# Tim Westerlund
Per Tim Westerlund, född 20 juni 1996 i Bjästa i Nätra församling, är en svensk snowboardåkare.
När Tim Westerlund var nio år gammal började han att åka snowboard i Bjästabacken. Som 12-åring beslutade han sig för att enbart träna och tävla i SBX, snowboardcross. Han tävlade för BALK, Bjästa Alpina klubb. Efter grundskolan var han en av fem som antogs till RIG, snowboardgymnasiet i Malung där han gick ett fyraårigt samhällsprogram.

## Meriter
- 2010, mars, SM-guld i SBX, junior[2]
- 2011, april, SM-silver i SBX, junior[3]
- 2012, SM-guld i SBX, junior[4]
- 2013, april, SM-guld i SBX , junior[5]
- 2014, januari, vann juniorklassen i Norges cup[6]
- 2014, mars, SM-guld i SBX, junior[7]
- 2014, mars, brons i Norska cupen, tävlade som junior i seniorklass[8]
- 2014, maj, guld i riksbanked slalom, junior[9]
- 2015, februari, 12:e plats i europcuptävling i Tyskland, vilket gav tillräckliga poäng för att få köra i världscupen[10]
- 2016, feb, silver i norska cupen[11]
- 2016, april, SM-guld i SBX, senior [12]
- 2017, mars, SM-brons i SBX, senior